# Ilminster
Ilminster è un paese di 4 781 abitanti del Somerset, in Inghilterra.

## Amministrazione

### Gemellaggi
- Riec-sur-Bélon, Francia